# 妖精の接吻
『妖精の接吻』（ようせいのせっぷん、『妖精の口づけ』とも、仏:  Le Baiser de la fée ）は、1928年のイダ・ルビンシュタイン一座の旗揚げ公演で発表された、1幕4場からなるバレエ作品。音楽はイーゴリ・ストラヴィンスキーがチャイコフスキーの歌曲やピアノ曲の旋律に基づいて作曲し、台本は同じくストラヴィンスキーが、アンデルセンの『氷姫』（Iisjomfruen）の舞台設定をスイスにして作成した。
初演時の振付はブロニスラヴァ・ニジンスカが担当したが、後にジョージ・バランシンが独自に振付け、アメリカやフランスにおけるバレエのレパートリーとして定着させた。

## あらすじ
スイスの山奥。吹雪の山道を赤ん坊を抱いた母親が歩いていると、妖精の部下である氷の精があらわれて母親につきまとう。さらに妖精の女王があらわれ赤ん坊を奪い去り接吻をし、その後また山道に置き去りにして去っていった。
18年後、村祭りの日。立派な若者に成長した若者は結婚を約束した恋人と楽しそうに踊っていた。その若者に妖精の女王が近づいてくる。若者は最初は戸惑ったがあまりにも美しい妖精の女王に魅了されてしまう。
そして結婚式の日、若者はついに妖精の女王の二度目の接吻を受けてしまい、永遠の国へ旅立っていった。

## 成立の過程
パリを中心に活動していた舞踏家イダ・ルビンシュタインは、独自のバレエ・カンパニーを結成し、1928年11月にパリ・オペラ座において旗揚げ公演を行うこととなった。イダはこの公演のためにストラヴィンスキーやラヴェルにバレエ音楽を委嘱し、その結果、本作品や『ボレロ』が誕生することとなった。
1927年末に委嘱を受けたストラヴィンスキーは、イダの片腕であった美術家アレクサンドル・ブノワから、「チャイコフスキーの音楽にインスピレーションを得たバレエ音楽」を提案された。偶然にも、イダ一座の旗揚げ公演が予定されている1928年11月がチャイコフスキーの没後35年に当たっていたこともあり、ストラヴィンスキーはこのプランを採用した。
バレエの筋書きについても一任されていたストラヴィンスキーは、チャイコフスキーの音楽に合う、ロマン主義的で幻想的なテーマを持つ作品として、アンデルセンの『氷姫』を選んだ。ストラヴィンスキーは、妖精（氷姫）が少年に与える宿命の接吻は、ギリシャ神話の音楽の神ミューズがチャイコフスキーに与えた魔法の印を連想するものであり、チャイコフスキーの業績を記念する作品のテーマとしてふさわしいものだと語っている。
作曲はアヌシー湖畔のエシャルヴィヌにおいて急ピッチで進められ、出来上がったページはただちにパリに住むニジンスカの元に送られた。直前のリハーサルで振付を見たストラヴィンスキーは、ニジンスカの才能は認めつつも、イメージに合わない場所があったとしているが、断片的に送られてくる楽譜に基づいて振付を考案すること自体がニジンスカにとっては困難な仕事であった。

## 上演史
初演は1928年11月27日、パリ・オペラ座において、イダ・ルビンシュタイン一座、ストラヴィンスキー自身の指揮によって行われ大成功をおさめ、12月4日に再演された。引き続き、ブリュッセルのモネ劇場、モンテカルロ、ミラノ・スカラ座で上演されたが、それ以後、イダはこの作品をレパートリーから外してしまった。
数年後にニジンスカがブエノスアイレスのコロン劇場で『結婚』とともに再演したが、これとは別にジョージ・バランシンが同作品をあらたに振り付け、ニューヨーク・シティ・バレエ団の前身であるアメリカ・バレエ団で1936年に上演した。バランシンは1947年にパリ・オペラ座に招かれた際に、バランシン版『妖精の接吻』をパリ国立バレエのレパートリーに加えた。1950年にバランシンはニューヨーク・シティ・バレエ団で上演した。
1950年、ストラヴィンスキーは演奏会用の『ディヴェルティメント』についで、『妖精の接吻』自身も改訂を行い、1952年に出版された。しかし変更箇所はそれほど多くない。
ストラヴィンスキーの没後、1972年にバランシンは『ディヴェルティメント』にもとづいた新しい振付で上演を行った。1974年には終曲を追加し、この版が現在もニューヨーク・シティ・バレエ団のレパートリーになっている。
イギリスでは1935年にフレデリック・アシュトンの振付でサドラーズウェルズ・バレエ団によって上演され、1960年にはケネス・マクミランの新しい振付でロイヤル・バレエ団によって上演された。2017年にスコティッシュ・バレエ団はマクミラン版をリバイバル上演した。

## 編成
フルート3（3番はピッコロ持ち替え）、オーボエ2、コーラングレ、クラリネット3（3番はバスクラリネット持ち替え）、ファゴット2、ホルン4、トランペット3、トロンボーン3、チューバ、ティンパニ、バスドラム、ハープ、弦5部。

## 元になったチャイコフスキーの音楽
『妖精の接吻』の主要な部分はチャイコフスキーのピアノ小品（一部は声楽曲）をストラヴィンスキーが管弦楽曲化したものである。しかし、『プルチネルラ』とは異なってストラヴィンスキーはチャイコフスキーの音楽を非常によく知っていたため、ストラヴィンスキー本人によってチャイコフスキー風の音楽が独自に作曲された箇所もある。
晩年のストラヴィンスキーがあげた原曲は以下のものがある。原型をはっきりとどめているものもあるが、ごく断片的な引用も多い。
- 『2つの小品』作品1より第1曲「ロシア風スケルツォ」
- 『6つの歌』作品6より第3曲「悩ましく、美しく」
- 『6つの歌』作品6より第6曲「ただ憧れを知る者だけが」（第3場の情景）
- 『2つの小品』作品10より第2曲「フモレスケ」（第2場の主題）
- 『6つの小品』作品19より第1曲「夕べの夢想」（第2場の曲）
- 『6つの小品』作品19より第2曲「ユーモラスなスケルツォ」（第3場の曲）
- 『6つの小品』作品19より第3曲「アルバムの1枚」（第3場の曲）
- 『6つの小品』作品19より第4曲「夜想曲」（第3場パ・ド・ドゥのアントレ）
- 『子供のアルバム』作品39より第12曲「農夫の歌（アコーディオンひき）」（第2場の曲）
- 『中級程度の12の小品』作品40より第7曲「田舎で」（第2場の曲）
- 『中級程度の12の小品』作品40より第10曲「ロシアの踊り」
- 『6つの小品』作品51より第1曲「サロン風ワルツ」
- 『6つの小品』作品51より第4曲「ナータ・ワルツ」（第2場のワルツ部分）
- 『16の子供のための歌』作品54より第7曲「冬の夕べ」（第1場で伴奏を引用）
- 『16の子供のための歌』作品54より第10曲「嵐の中の子守歌」（第1場の主題）
- 『6つの歌』作品63より第6曲「セレナード」

## ディヴェルティメント
ストラヴィンスキーは早くから『妖精の接吻』の抜粋を演奏することを認めていた。1934年には管弦楽組曲が現在の形にまとまり、ストラヴィンスキーはこの組曲を『ディヴェルティメント』と名づけた。演奏時間は約20分で、原曲の半分未満の長さになっている。
組曲は、バレエの第4場を除く場面から抜粋され、以下の4つの楽章から成る。
1. 第1楽章：シンフォニア（Sinfonia）
2. 第2楽章：スイス舞曲（Danses Suisses）
3. 第3楽章：スケルツォ（Scherzo）
4. 第4楽章：パ・ド・ドゥ（Pas de deux）：アダージョ - ヴァリアシオン - コーダ

『ディヴェルティメント』は1934年に完成され、1949年に改訂版が作られた。ジュネーヴにおいてエルネスト・アンセルメの指揮によって初演され、ストラヴィンスキー自身もしばしば好んでこの作品を指揮した。
1932年にはヴァイオリンとピアノのための編曲版がサミュエル・ドゥシュキンとストラヴィンスキーによって作られた。